# Stor brunalgfluga
Stor brunalgfluga (Helcomyza ustulata) är en tvåvingeart som beskrevs av Curtis 1825. Stor brunalgfluga ingår i släktet Helcomyza och familjen Helcomyzidae. Enligt den svenska rödlistan är arten akut hotad i Sverige. Arten förekommer i Götaland. Artens livsmiljö är havsstränder. Inga underarter finns listade i Catalogue of Life.

## Bildgalleri

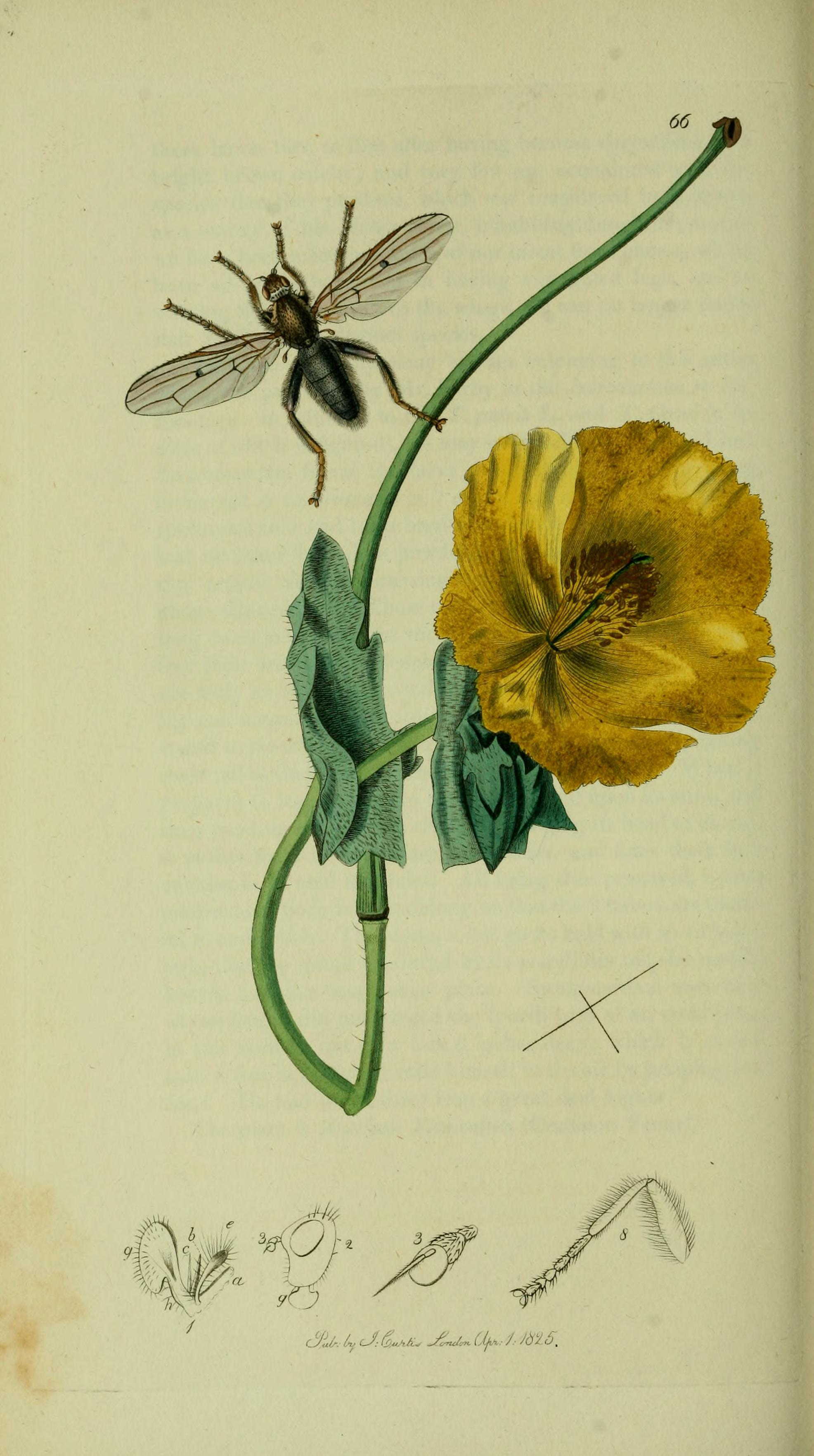
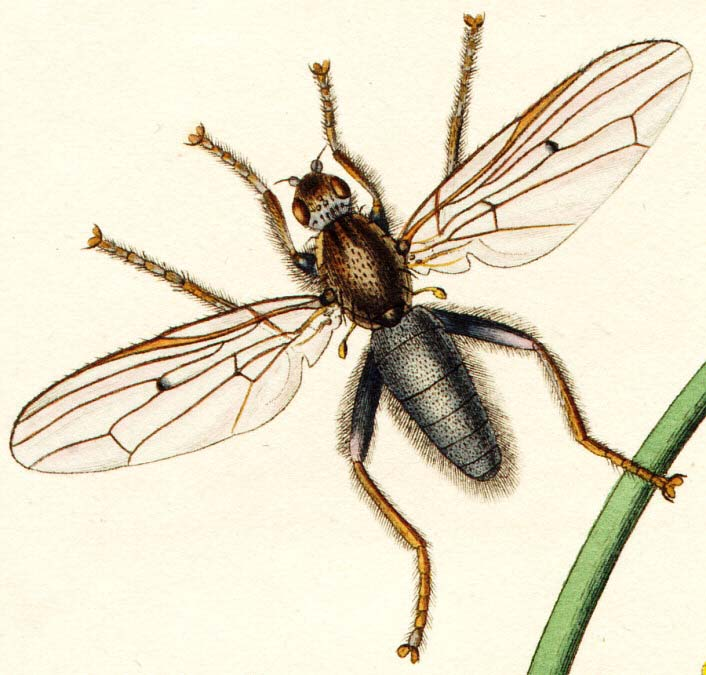